# Carl Sahlin (konstnär)
Carl Fridolf Sahlin, född 16 juni 1879 i Agnetorps församling, Skaraborgs län, död 23 oktober 1940 i Enviken (hemmahörande i Falu Kristine församling), var en svensk konstnär.
Sahlin kom 1905 till Falun, där han under 20 år var verksam som målarmästare. Under senare år ägnade han sig helt åt dekorationsmåleri, främst i Norrland, och utförde utsmyckningar av byggnadsinteriörer. Sommaren 1926 ledde även han en omfattande invändig restaurering  av Söderhamns teater efter förslag av den i Stockholm verksamme inredningsarkitekten Eduard Rasch. Sahlin ingick också i prisnämnden för den skyltningstävling som anordnades av Söderhamns köpmannaförening och Hantverksföreningen i Söderhamn under Svenska veckan den 2–9 maj 1926.

## Verk
- Templet Valkyrian för Tempel Riddare Orden i Söderhamn (1926)[5]
- Folkets hus i Söderhamn (1931)[6]
- Dekorationer på Östra berget i Söderhamn (1931/1932)[7]
- Mora hotells salong (1932)[8]
- Kilafors biografteater (1933)[9]
- Söderhamns motorsällskaps klubbhus på Enskärsoren[10]
- Söderhamns lasarett (1935)[11]
- Elimkyrkan i Söderhamn (1935)[12]
- Villa Bergåsa i Vallvik (1938)[13]